# Campamento (ort i Honduras, Departamento de Olancho, lat 14,55, long -86,65)
Campamento är en ort i Honduras.   Den ligger i departementet Departamento de Olancho, i den centrala delen av landet, 80 km nordost om huvudstaden Tegucigalpa. Campamento ligger 713 meter över havet och antalet invånare är 6 560.
Terrängen runt Campamento är huvudsakligen kuperad, men den allra närmaste omgivningen är platt. Terrängen runt Campamento sluttar österut. Runt Campamento är det glesbefolkat, med 18 invånare per kvadratkilometer. Närmaste större samhälle är Guaimaca, 18,0 km väster om Campamento.  